# Ectateus calcaripes
Ectateus calcaripes es una especie de escarabajo oscuro perteneciente a la superfamilia Tenebrionoidea, orden Coleoptera. Fue descrito por Gebien en 1904.
Su cuerpo mide aproximadamente 11,5-14,0 mm de longitud. Los élitros son más amplios que el pronoto.

## Distribución y hábitat
Se distribuye por África Central, específicamente en Camerún, República Centroafricana, República Democrática del Congo y Sudán. Habita comúnmente en bosques de tierras bajas, en costeros y montañosos.